# Jennifer Ciochetti
Jennifer Ciochetti (* 2. Dezember 1984 in Edmonton, Alberta) ist eine kanadische Bobsportlerin.

## Werdegang
Jennifer Ciochetti lebt in Edmonton. Sie betrieb zunächst Leichtathletik an der University of Alberta und war eine Spitzensprinterin. 2006 wechselte sie zum kanadischen Nationalteam im Bobsport, wo sie seitdem als Anschieberin für Helen Upperton aktiv ist. Mit ihr kam sie in der Saison 2006/07 bei vier Weltcupstarts immer unter die besten Vier und wurde bei der Bob-Weltmeisterschaft 2007 in St. Moritz Sechste. Zu Beginn der Folgesaison gewann sie mit Upperton das Auftaktrennen auf ihrer Heimbahn in Calgary. Auch in Cesana waren beide erfolgreich.
Auch in der Folgesaison feierte sie beim Auftaktrennen in Winterberg einen ungefährdeten Sieg. Jedoch konnte sie im Rest der Saison nicht mehr aufs Podest fahren. Zur Saison 2009/10 konnte sie mit Platz zwei in Altenberg lediglich einmal aufs Podest fahren.
Im Sommer 2010 nahm Ciochetti nach verpasster Qualifikation für die Olympischen Winterspiele 2010 in Vancouver an einer Pilotenausbildung des Verbands teil und führt seit der Saison 2010/11 einen eigenen Zweierbob.
Gemeinsam mit Kaillie Humphries gewann sie bei der Bob-Weltmeisterschaft 2012 in Lake Placid den Titel im Zweierbob. Ein Jahr später bei der Bob-Weltmeisterschaft 2013 in St. Moritz belegte sie im Zweierbob den 18. Platz. Im Mixed-Team-Wettbewerb erreichte sie den sechsten Rang.
Bei den Olympischen Winterspielen 2014 in Sotschi startete sie mit ihrer Partnerin Chelsea Valois im Zweierbob-Wettbewerb und erreichte mit ihr am Ende den 13. Platz.